# 42 Pułk Szkolno-Treningowy Lotnictwa Mieszanego
42 Pułk Szkolno-Treningowy Lotnictwa Mieszanego (42 pstlm) – oddział wojsk lotniczych SZ PRL.

## Formowanie i zmiany organizacyjne
W 1955 roku miał zostać sformowany 42 Pułk Szkolno-Treningowy Lotnictwa Mieszanego. Etat nr 6/239 przewidywał 699 żołnierzy zawodowych i 71 pracowników cywilnych oraz 150 słuchaczy.
Wykonując uchwały rządu z 3 września 1955 roku, minister obrony narodowej polecił dowódcy Wojsk Lotniczych i Obrony Przeciwlotniczej Obszaru Kraju, w terminie do 20 grudnia 1955 roku rozformować 42 Pułk Szkolno-Treningowy Lotnictwa Mieszanego.